# Kalhov
Kalhov (en allemand : Kalhau ; de 1939 à 1945 : Galthof) est une commune du district de Jihlava, dans la région de Vysočina, en Tchéquie. Sa population s'élevait à 124 habitants en 2024.

## Géographie
Kalhov se trouve à 9 km au sud-est de Humpolec, à 14 km au nord-ouest de Jihlava et à 98 km au sud-est de Prague.
La commune est limitée par Humpolec et Herálec au nord, par Větrný Jeníkov à l'est, par Šimanov au sud et par Ústí à l'ouest.

## Histoire
La première mention écrite de la localité date de 1226.

## Transports
Par la route, Kalhov se trouve à 10,5 km de Humpolec, à 17 km de Jihlava et à 113 km de Prague.